# سیارک ۳۱۶۶۵
سیارک ۳۱۶۶۵ (به انگلیسی: 31665 Veblen، نامگذاری:1999JZ2) سی و یک هزار و ششصد و شصت و پنجمین سیارک کشف شده‌است که در ۱۰ مه ۱۹۹۹ کشف شد.